# Chiesa dei Santi Filippo e Giacomo (Napoli)
La chiesa dei Santi Filippo e Giacomo, o chiesa dell'Arte della Seta, è un luogo di culto di Napoli e si trova in via San Biagio dei Librai, vicino alle chiese di San Biagio Maggiore e Santa Luciella.

## Storia e descrizione

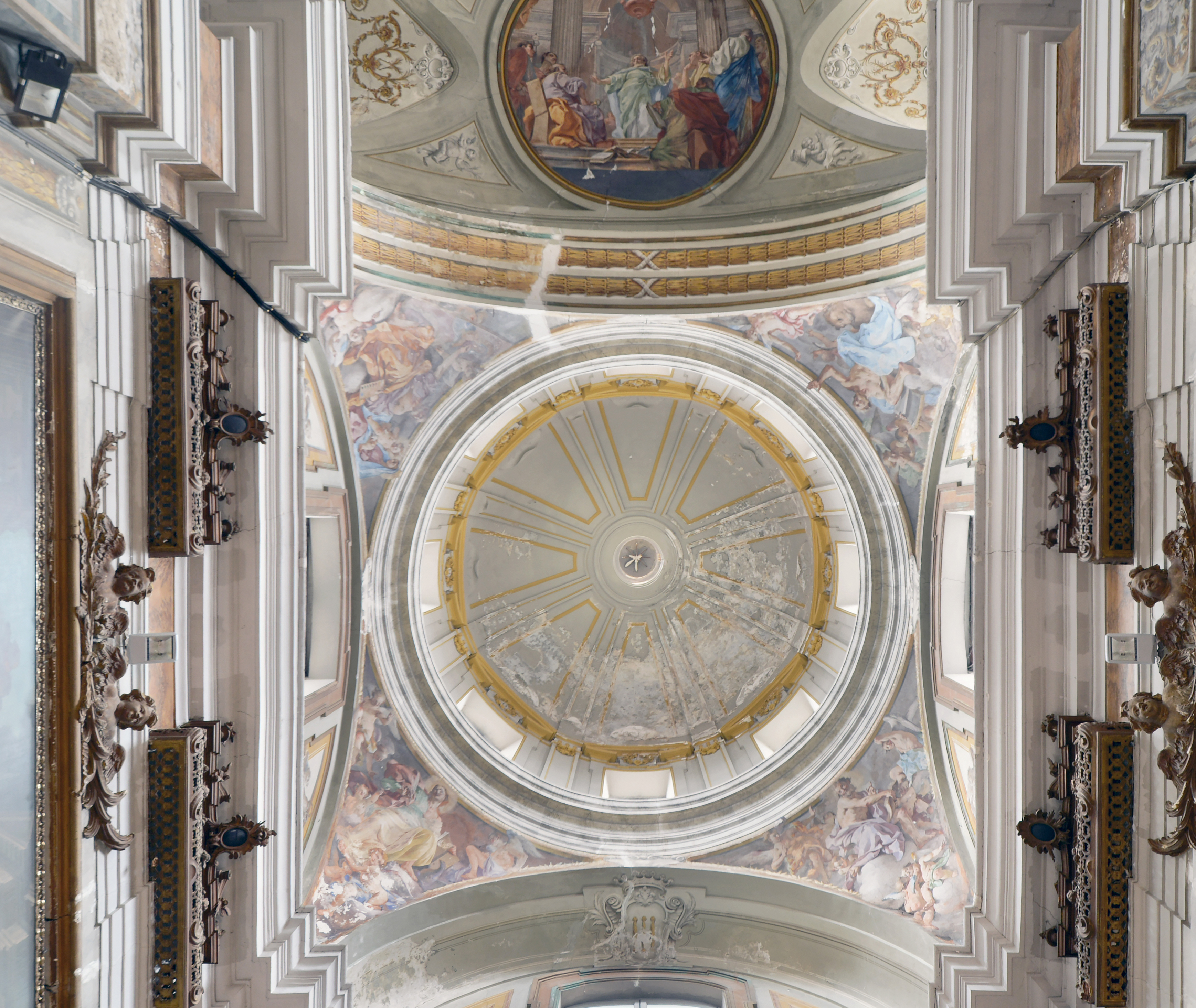
La cupola

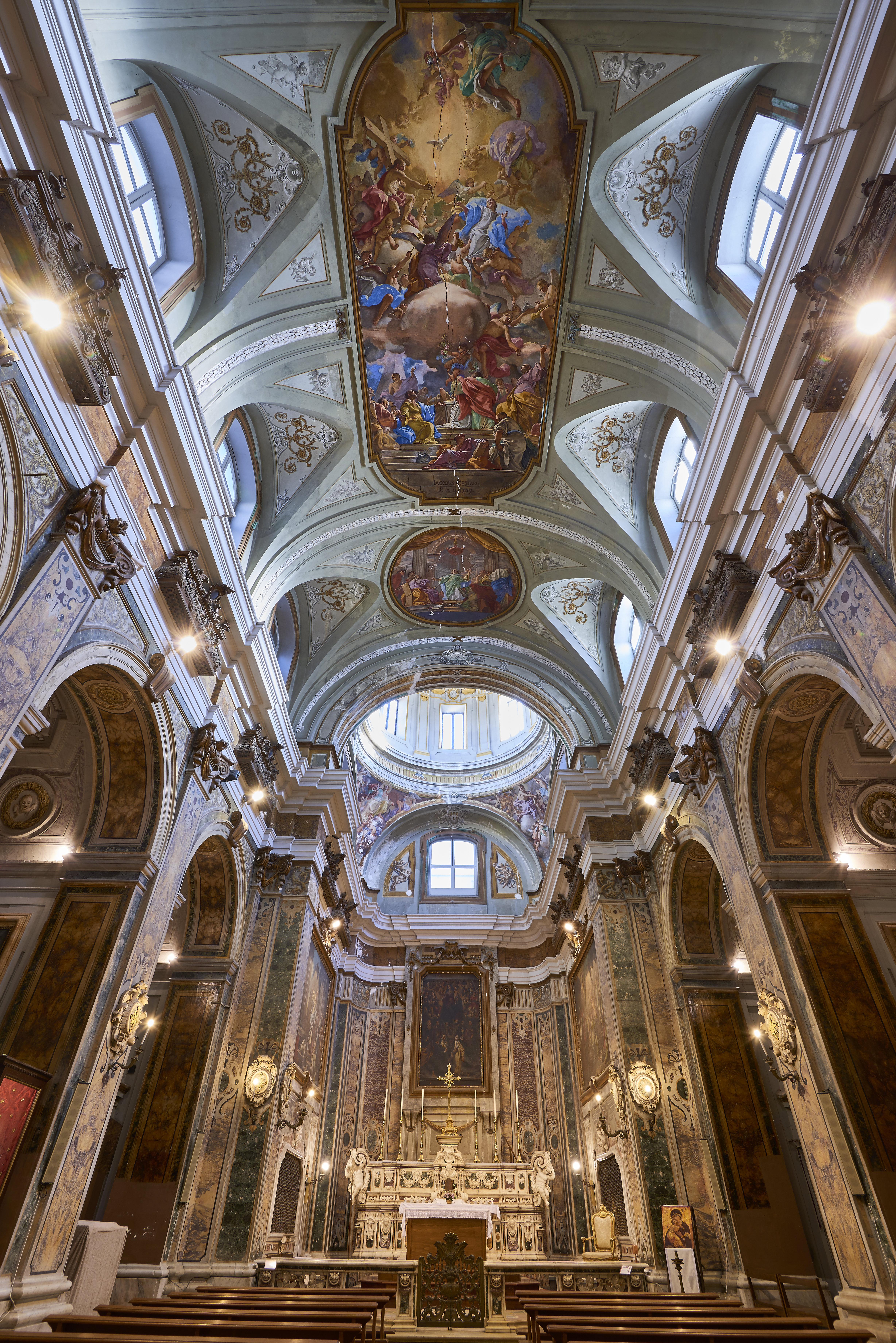
Interno - Volta con affreschi di Jacopo Cestaro 1759

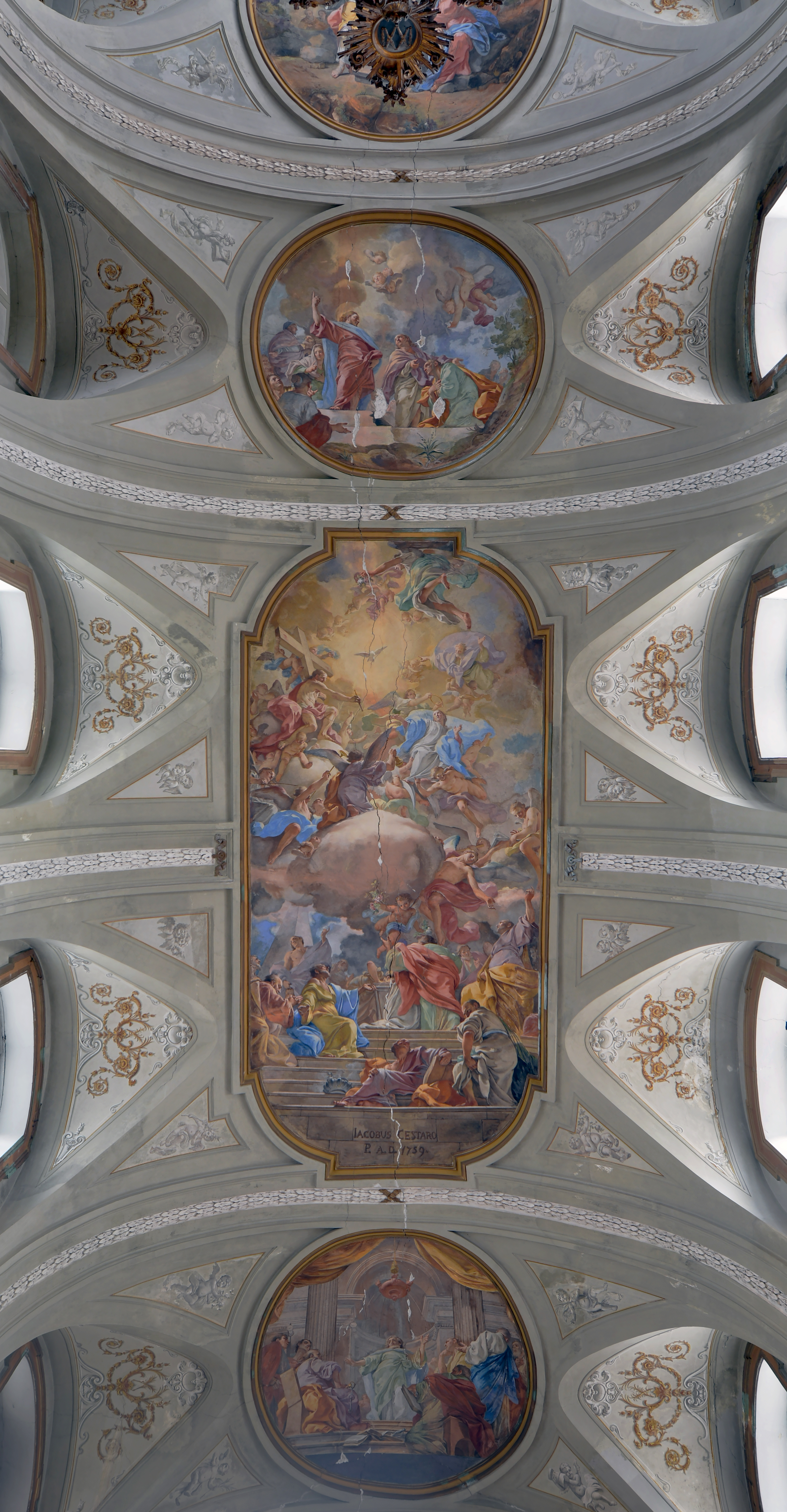
Affreschi del Cestaro sulla volta della navata

L'edificio fu voluto a partire dal 1591 dalla Corporazione dell'Arte della Seta, la quale era composta da mercanti, tessitori e tintori. La Corporazione attraverso il sostegno del re di Napoli, Alfonso d'Aragona, raggiunse una notevole potenza. Al suo interno era presente un tribunale con funzione sia civile che penale su coloro i quali lavoravano la seta. La prima chiesa dell'Arte della Seta, già dedicata ai Santi Filippo e Giacomo, sorgeva nei pressi di piazza Mercato ed era legata ad un conservatorio. Quest'ultimo era nato già a partire dal 1582 e ospitava le figlie degli artigiani poveri, malati o deceduti che appartenevano alla Corporazione. Successivamente all'aumento del numero delle ragazze fu necessario donare loro una sistemazione più degna, pertanto furono trasferite nel luogo dove sorgeva il palazzo del principe Acquaviva di Caserta (poi Caetani di Sermoneta).
Attualmente l'edificio custodisce importanti tracce dell'architettura barocca in città. Infatti nel 1758 è stata oggetto di un rifacimento ad opera dell'architetto Gennaro Papa. La facciata leggermente rientrata rispetto al decumano inferiore di San Biagio dei Librai è caratterizzata da due ordini: in quello inferiore, all'interno di nicchie, è possibile ammirare le sculture dei Santi Filippo e Giacomo, opere di Giuseppe Sanmartino; in quello superiore, all'interno delle nicchie, le statue della Religione e della Fede, opera di Giuseppe Picano, allievo del Sanmartino. L'interno segue i dettami controriformisti presentandosi a navata unica senza transetto e con spazio absidale coperto da una cupola. Importanti artisti hanno contribuito alle decorazioni pittoriche presenti nella chiesa, tra questi Alessio d'Elia, per la cantoria, Jacopo Cestaro, per la navata, ove nella parte centrale raffigura l'Assunzione della Vergine. Inoltre, nella chiesa, è possibile ammirare il bellissimo pavimento in cotto maiolicato opera di Donato Massa del 1738. Il pavimento ricopre l'intera navata recando al centro lo stemma della Corporazione dell'Arte della Seta. Ai lati dell'ingresso due acquasantiere, rarissimo esempio del rococò napoletano, opera dell'artista Giacomo Massotti, autore anche della balaustra. La chiesa, inoltre, presenta importanti sculture lignee conservate all'interno delle cappelle laterali. 
In sacrestia e nei depositi della chiesa sono presenti altre opere di inestimabile valore, tra cui un altare ligneo settecentesco caratterizzato da una bellissima prospettiva e un trono episcopale intagliato e decorato con i simboli dell'Arte della Seta.